# Snežana Hrepevnik
Snežana Hrepevnik, srbska atletinja, * 13. november 1948, Umka, Čukarica, SFR Jugoslavija (zdaj Srbija), † 13. maj 1981.
Nastopala je kot jugoslovanska reprezentatka v skoku v višino.

## Življenjepis
Rojena je v vasi Umka blizu Beograda. Kariero je začela v klubu »21. maj«. Tekmovala je za SFR Jugoslavijo na treh olimpijskih igrah: v Mexico Cityju leta 1968, v Münchnu leta 1972 in v Montrealu leta 1976. Zmagala je na Študentskih igrah leta 1970 v Torinu.
Osvojila je dve zlati (Tunis 1967, Izmir 1971) in eno srebrno medaljo (Alžir 1975) na sredozemskih igrah. Za državno reprezentanco je tekmovala štirinajstkrat. Kariero je končala leta 1981 v klubu, v katerem je začela – »21. maj« v beograjski občini Rakovica.
Po njej je poimenovana ulica v občini Rakovica.